# ات توتان
آت توتان یک روستا در ایران است که در دهستان ارشق مرکزی واقع شده‌است. ات توتان ۱۵ نفر جمعیت دارد.